# 福島市道4号湯野平野線
福島市道4号湯野平野線（ふくしましどう4号ゆのひらのせん）は、福島県福島市にある一級市道である。

## 概要
- 起点：福島市飯坂町字若葉町（福島県道319号穴原十綱線交点）
- 終点：福島市飯坂町平野字三枚長（福島県道387号飯坂保原線交点）
- 延長：4.9656㎞
- 路線認定年月日：1983年2月8日

福島市北部の飯坂温泉街東側と飯坂町平野の福島県道387号飯坂保原線（北幹線）とを南北に結ぶ幹線道路であり、国道4号と国道13号の間を補完する役割を持つ路線である。福島盆地北部を東西に貫く路線と接続しており、東北自動車道福島飯坂インターチェンジや福島市街地といった国道13号沿線と伊達市、伊達郡桑折町との間を国道4号の福島市鎌田、瀬上町の市街地や伊達交差点での混雑を避けるルートを成している。1994年度に福島県道124号飯坂桑折線から福島県道155号飯坂瀬ノ上線までの間が開通、後に福島県道387号飯坂保原線まで開通し全線の供用が行われた。

## 接続路線
- 福島県道319号穴原十綱線
- 国道399号
- 福島県道124号飯坂桑折線
- 国道399号
- 福島県道155号飯坂瀬ノ上線
- 福島県道387号飯坂保原線

## 道路施設
- 新十綱橋
- 上米川橋
- 蟹沢橋
- 新摺上橋
- 五月乙女橋

## 沿線
- 飯坂温泉
- 愛宕山公園
  - 愛宕神社
- 福島市立西根中学校
- 五月乙女団地
- 福島県警察福島北警察署
- JA福島ビル